# Villares de Órbigo
Villares de Órbigo ist ein kleiner Ort am Jakobsweg in der Provinz León der Autonomen Gemeinschaft Kastilien-León.
Die Pfarrkirche des Ortes ist dem Apostel Jakob geweiht, dessen Figur in der Darstellung als Matamoros (Maurentöter) Mittelpunkt des Altars ist.
Wichtigster Erwerbszweig des Dorfes ist die Landwirtschaft. Die Nähe zum Río Órbigo erlaubt die Bewässerung der Anbauflächen, auf denen hauptsächlich Knoblauch, Zwiebeln, Lauch und Paprika zu finden sind.